# Горњи Трајанов зид
Горњи Трајанов зид је савремени назив за утврђење, које се налази у централном делу данашње Молдавије. Порекло зида је предмет расправе међу научницима: неки сматрају да је зид римског порекла, док други тврде да су га у III–IV веку изградили германски Греутунзи ради одбране својих граница од Хуна.
Постоји могућност да се у каснијим римским изворима помиње као „Греутуншки зид“, али та хипотеза остаје несигурна, јер се ослања на један вишезначни запис у делу Амијана Маркелина.

## Карактеристике
У Молдавији, зид прелази територију од реке Прут до реке Дњестар, од града Леова до града Тегина, пролазећи поред бројна насеља, као Тројан Јалпугени, Каракуј, Сарацика Ноуа, Первомајск, Градисте, Коштангалија, Сату Ноу, Чуфлешти, Бајмаклија, Салкута, Маријановка-де-сус, Заим, Киркајешти, Каушени, Кицкани и Копанка. У Румунији се остаци зида могу наћи у општинама Циганаши, Карничени, Шендрени и Токсомени.
Према подацима историчара И. Хинкуа (I. Hîncu), зид има укупну дужину од 120 километара, првобитна висина му је износила између 3 и 4 метра, ширина од 10 до 15 метара, а био је појачан ровом ископаним северно од зида, дубине 2–3 метра. Данас је његова висина на многим местима сведена на свега пола метра.

## Питање порекла
Постоји неколико хипотеза о томе ко је и када изградио зид.
- Римска хипотеза: Неки научници, попут Василеа Неделчука,[3] тврде да су зид првобитно изградили Римљани. Као главни доказ наводе то, што се одбрамбени ров налази са северне стране окренут од римске територије. Према овој хипотези, цар Трајан је подигао првобитни земљани бедем око 110. године нове ере како би заштитио приобално подручје од делте Дунава до града Тираса.
- Германска хипотеза: Други, попут историчара Питера Хедера, сматрају да су зид подигла локална германска племена, пре свега као одбрану од нападача из централне Азије, односно Хуна под Атилинoм влашћу.[1]

Историчар Томас С. Бернс је опрезнији и указује на потребу за прецизнијим датирањем. Повезивање овог географског објекта у Молдавији са описом код Амијана Маркелина први је предложио румунски историчар Раду Вулпе 1957. године. Међутим, историчар Хервиг Волфрам доводи у питање емандовање текста (текстуалну исправку) код Амијана неопходно да би се тај одломак читао као опис зида.

## Извори
1. 1 2  Peter Heather (1998). The Goths. Blackwell Publishing. стр. 100.
2. 1 2  Herwig Wolfram; Thomas J. Dunlap (1990). History of the Goths. University of California Press. стр. 407. ISBN 978-0-520-06983-1.
3. ↑  „Nedelciuc: Roman walls from the Pruth to Bender/Tighina”. Архивирано из оригинала 2011-10-01. г. Приступљено 2011-09-01.
4. ↑  Thomas S. Burns (1991). A history of the Ostrogoths. Indiana University Press. стр. 188. ISBN 978-0-253-20600-8.